# Abutilon anglosomaliae
Abutilon anglosomaliae är en malvaväxtart som beskrevs av Georg Cufodontis och M. Thulin. Abutilon anglosomaliae ingår i släktet klockmalvor, och familjen malvaväxter. Inga underarter finns listade i Catalogue of Life.